# Samuel Johann Pauli

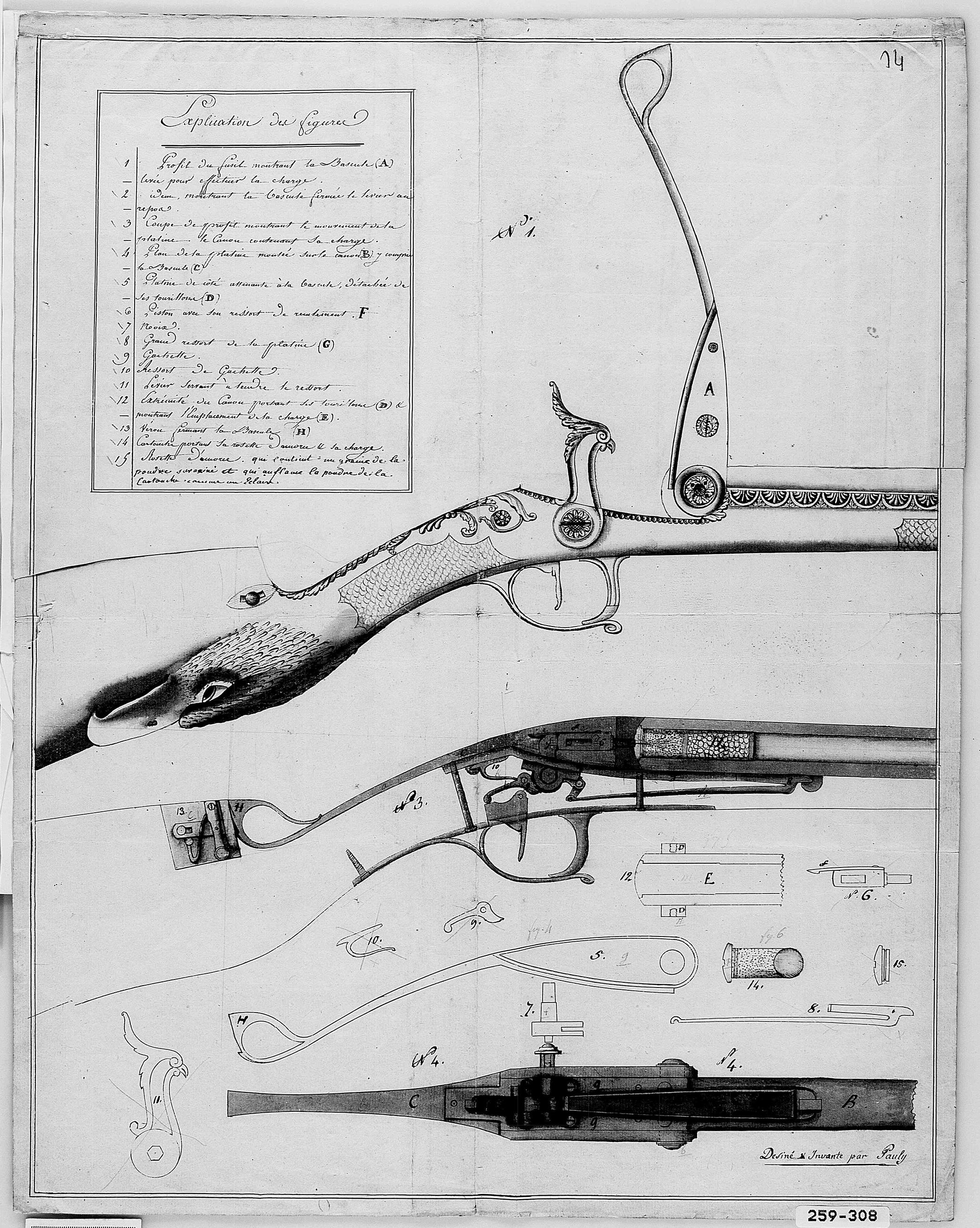
Hinterlader-Flinte für Metallpatronen, Patentzeichnung von 1812

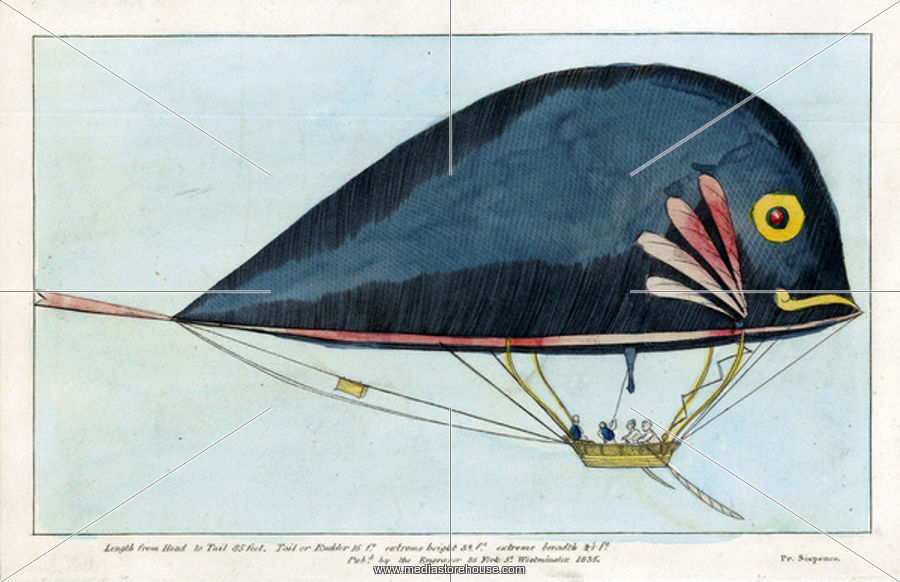
Luftschiff Dolphin

Samuel Johann Pauli (* 13. April 1766 Vechigen bei Bern; † 1821 in London, England), dort auch als Jean Samuel Pauly bekannt. Sohn des Johannes, Wagner und Schmied, und der Veronika Pulver. Er war, wie seine Landsleute und Kollegen Joseph Egg und Urs Egg, ein innovativer Büchsenmacher und Luftschiffkonstrukteur in Frankreich und England und machte einige nachhaltige Erfindungen in der Waffentechnik.

## Leben
Pauli erfand schon in jungen Jahren eine neuartige Wagenachse. Als Feldzeugwart der Helvetischen Republik befasste er sich mit Plänen zur Neuausrüstung der Artillerie. 1802 ging er nach Paris und führte dort den Rang eines Obersten. 1803 bis 1814 arbeitete er dort als Luftschiffkonstrukteur und Büchsenmacher. Er beschäftigte sich mit dem Zündmechanismus von Handfeuerwaffen und machte zusammen mit François Prélat eine neuartige Erfindung, indem er das Knallquecksilber für die Zündung im selben Behälter wie das Pulver und das Geschoss unterbrachte, das Grundprinzip der modernen Patronen. In dieser Zeit arbeitete auch der spätere Erfinder des Zündnadelgewehrs, Johann Nikolaus von Dreyse, in seinen Werkstätten. 1812 erlangte Pauli das Patent für ein Hinterladergewehr mit einem nach oben schwenkbaren Blockverschluss, das mit Metallpatronen geladen wurde. Dies gilt als wichtige Erfindung im Bereich der Handfeuerwaffen im frühen 19. Jahrhundert. Diese Entwicklungen Paulis waren ihrer Zeit weit voraus und wurden erst Jahrzehnte später in nennenswertem Maßstab eingesetzt.
Nach dem Fall von Paris 1814 wanderte Pauli nach London aus, wo er bei Urs Egg (dort als Durs Egg bekannt) in dessen Werkstatt weiter an der Entwicklung von Feuerwaffen und Luftschiffen arbeitete.
Die von Pauli entwickelte Patrone wurde durch den Franzosen Casimir Lefaucheux, der jahrelang in den Werkstätten von Pauli gearbeitet hatte, 1835 weiterentwickelt.
Pauli versuchte sich weniger erfolgreich auch als Konstrukteur von lenkbaren Luftschiffen und verstarb in grosser Armut.